# Debal'ceve
Debal'ceve (ukrajinski: Дебальцеве, ruski: Дебальцево)  je grad u istočnoj Ukrajini u Donjeckoj oblasti. Važno prometno čvorište između Luganska i Donjecka.
Osnovan je 1878., a status grada dobio je 1938. godine.
Od sredine travnja 2014. godine, proruski separatisti zauzeli su nekoliko gradova u Donjeckoj oblasti uključujući i Debal'cevo. Dana 26. srpnja 2014. za grad su se vodile teške borbe,  28. srpnja 
ukrajinske snage ponovno su preuzele kontrolu nad gradom. Od siječnja 2015. Debal'cevo se nalazi se u džepu pod ukrajinskom kontrolom, te je pod teškim bombardiranjem separatista kao dio ofenzive usmjerene na zauzimanje teritorija oko zračne luke Donjeck i lučkog grada Mariupolja. Do veljače 2015. većina stanovništva je napustila grad zbog borbi u njemu je ostalo oko 3.000 civila. Od 18. veljače 2015. nakon velikih borbi grad je pod kontrolom Donjecke Narodne Republike.

## Stanovništvo
Prema popisu stanovništva iz 2001. godine u gradu je živjelo 30.806 stanovnika.
Materinji jezik stanovništva prema popisu stanovništva iz 2001. godine
- ruski 81,52%%
- ukrajinski 16,89%
- romski 0,33%

- bjeloruski 0,06%
- armenski i moldavski 0,02%

- grčki, bugarski i poljski 0,01%

Etnički sastav stanovništva:
- Ukrajinci: 64,4%
- Rusi: 32,6%
- Bjelorusi: 0,7%
- Romi: 0,3%

## Vanjske poveznice
- www.debaltsevo-rada.dn.ua/